# Dengeki Bunko Magazine
Dengeki Bunko Magazine (電撃文庫MAGAZINE?) è stata una rivista giapponese di light novel pubblicata dalla ASCII Media Works (in precedenza MediaWorks). La rivista ha rimpiazzato il Dengeki hp e originariamente i primi due numeri furono pubblicati come edizione speciale del Dengeki Daioh. Dengeki Bunko Magazine è poi divenuta indipendente a partire dal terzo numero, uscito il 10 aprile 2008. La rivista pubblicava notizie riguardanti le light novel edite dalla Dengeki Bunko, assieme a storie brevi scritte da autori le cui precedenti opere erano state pubblicate sempre sotto questa etichetta. La rivista includeva anche informazioni e notizie riguardanti l'adattamento delle light novel in altri media, come anime, manga o videogiochi. La rivista ha cessato le pubblicazioni con il numero di maggio 2020

## Serie pubblicate
- Accel World
- Kino no tabi: the Sigsawa's World
- Kyōkaisen-jō no Horizon
- Lillia to Treize spin-off: Seron no yume
- Shakugan no Shana
- Shinigami no Ballad: Unknown Stars
- Spice and Wolf
- Sword Art Online
- To aru majutsu no index SS
- Toradora!
- Toradora Spin-off!